# Nils Stensson Sture
Nils Stensson Sture, född 1512, var äldste son till riksföreståndaren Sten Sture den yngre och Kristina Nilsdotter (Gyllenstierna). Den så kallade Daljunkern, en ung man som försökte göra uppror mot Gustav Vasas styre, utgav sig för att vara Nils Sture. Det har diskuterats om Daljunkern verkligen var identisk med Sture. Om inte avled han på våren 1527, om de var identiska avrättades han i Rostock september 1528.

## Biografi
Efter att Sten Sture avlidit i början av februari 1520 av den skottskada han åsamkats av Kristian II:s legotrupper omkring 14 dagar tidigare i slaget på Åsunden, och ledningen för Sturepartiet övertagits av hans änka, Kristina Nilsdotter (Gyllenstierna), medföljde den drygt sjuårige Nils Sture i mars månad kanslern Peder Jakobsson Sunnanväder på dennes beskickning till Polen och Danzig (nuvarande Gdansk). Hösten 1520 återkom junker Nils till Sverige, men fördes i juli 1521 som kung Kristians fånge till Köpenhamn. I januari 1524, en tid efter regimskiftet i Danmark, återvände Nils Sture till Sverige tillsammans med sin mor.
Åtminstone fr.o.m. våren 1525 befann sig Nils Sture på Kalmar slott, som innehades av Berend von Melen. Melen hade vid denna tid fallit i onåd hos Gustav Vasa och i juli samma år stormades och intogs slottet av kungens krigsfolk. Våren 1527 var junker Nils vid Gustav Vasas hov – då kungen uttalade sitt missnöje över hans uppförande – men möjligen hade Nils någon tid dessförinnan varit i tjänst hos ärkebiskopen Johannes Magnus (som lämnade Sverige 1526). På påskdagen 21 april 1525 befann sig en Nils Stensson vid Gustav Vasas hov: av en notis i räntekammarboken framgår att denne då erhöll en ersättning i form av 1 mark i s.k. påskoffer.
Kort därefter tycks Nils Sture ha insjuknat i pesten och vårdats hos sin mor på Venngarn i Uppland. Peder Svart uppger i sin Gustav Vasa-krönika fr.o.m. omkring 1560 (efter annan källa) att Nils Sture begravdes i Uppsala, i stadens domkyrka, men anger felaktigt årtal (1526).

## Daljunkern
Vintern 1527 framträdde i Dalarna en ung man med det uttalade målet att störta Gustav Vasa. Uppviglaren har gått till historien som Daljunkern (Daljunkaren). Själv påstod han sig vara Nils Sture. Detta förnekades offentligt både av kungen liksom av junker Nils mor, fru Kristina. Det är känt att också en av de ledande bergsmännen på Kopparberget, Måns Nilsson på Aspeboda, i ett tidigt stadium och i skarpa ordalag förklarade att upprorsmannen inte var den som han utgav sig för att vara. Efter en sejour i Norge fr.o.m. september 1527 och ett misslyckat försök att åstadkomma ännu en resning i Sverige omkring nyåret 1528 undkom upprorsmannen våren samma år till Rostock, där han i september månad 1528 ställdes inför rätta, dömdes till döden och avrättades. Vid rättegången hade han erkänt att han med dalkarlarnas hjälp hade försökt att starta ett uppror i Sverige och att han inte var herr Stens och fru Kristinas son.
I historieskrivningen rådde länge enighet om att Daljunkern var en bedragare. Historikern Lars-Olof Larsson har dock i sin biografi över Gustav Vasa från 2002 hävdat motsatsen. Idag anser de flesta historiker att Daljunkern faktiskt var Nils Sture.